# Estelle (Schiff)
Die Estelle war ein unter finnischer Flagge fahrender Dreimast-Gaffelschoner mit stählernem Rumpf, der 1922 als Heringslogger auf der Schulte & Bruns Werft mit dem Namen Vesta entstanden ist. Bekannt wurde das Schiff im Jahr 2012 als Teil der Hilfsflotte Ship to Gaza.

## Geschichte

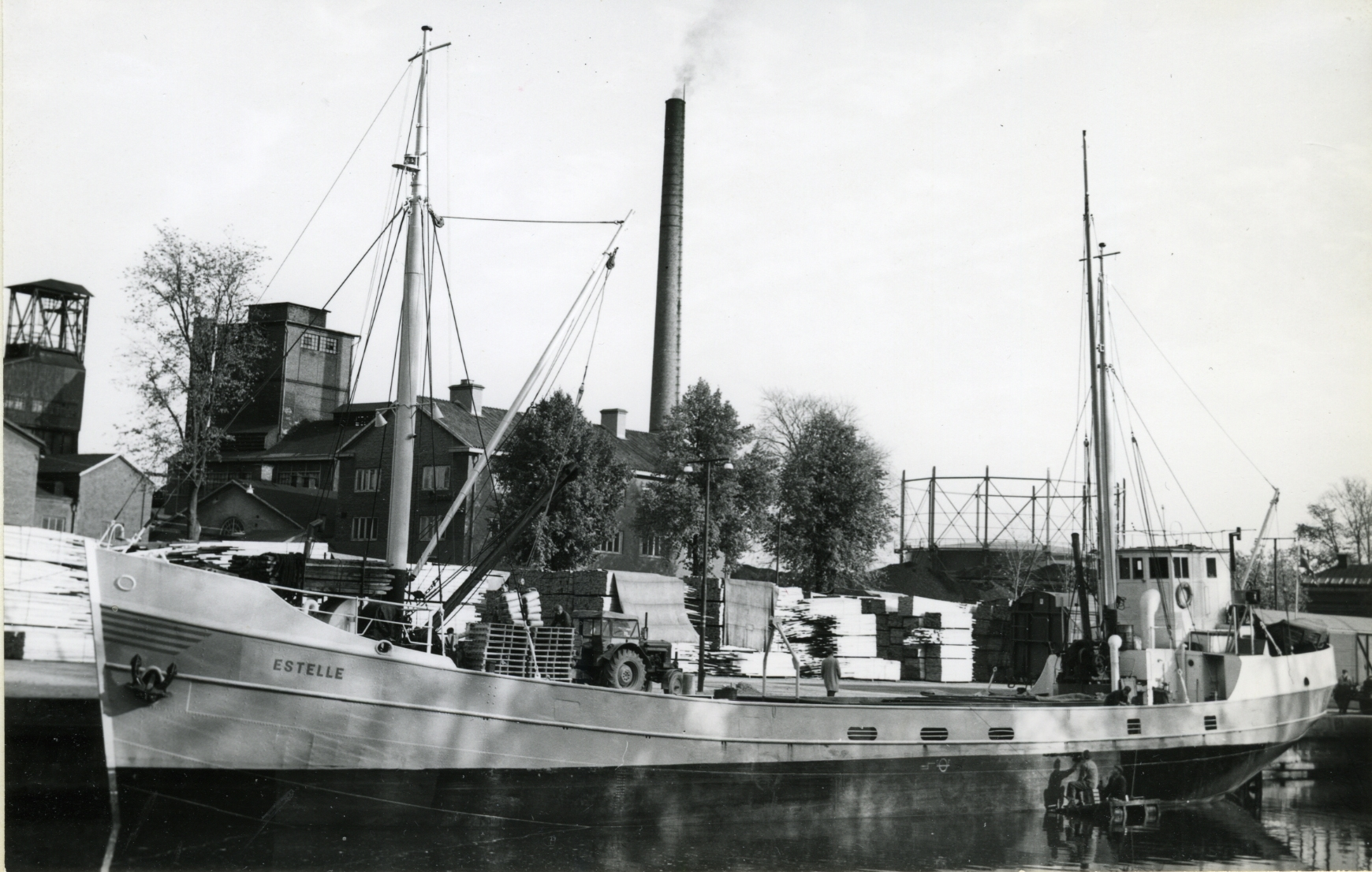
Die Estelle im Jahr 1962

Die Estelle wurde 1922 als Vesta in Emden bei Schulte & Bruns mit der Baunummer 14 als Fischereischiff für die Emder Heringsfischerei gebaut. Die Vesta erhielt das Fischereikennzeichen AE 55. Sie wurde 1954 an einen schwedischen Reeder verkauft, der sie zum Küstenmotorschiff umgebaut ließ und in Westa umgetaufte. Der Rumpf wurde 1957 um acht Meter auf 53 Meter verlängert. Durch weitere Eignerwechsel innerhalb Schwedens bekam das Schiff 1959 den Namen Monica und 1961 den Namen Estelle.
Die Estelle wurde 1965 an einen finnischen Reeder verkauft. Sie fuhr bis etwa 1985 als Frachtschiff, ging dann in den Besitz der finnischen Eestaas Ltd über und wurde rund zehn Jahre lang repariert, rekonstruiert und in ein Segelschiff umgewandelt. 1994 erfolgte die erste Probefahrt nach Beginn der Restaurierungsphase. Seit 1997 war das Schiff als finnischer Handelsdampfer eingetragen. Außerdem wurde sie als Schulschiff genutzt und besaß seit 1999 ein Zertifikat für Hochseereisen. Im Jahr 2002 absolvierte die Estelle eine Fahrt nach Angola und eine Greenpeace-Tour; 2003 nahm sie an mehreren Regatten teil. Daneben wurde sie als segelndes Frachtschiff genutzt.
Betrieben wurde das Schiff vom ökologisch-politischen Verein Uusi Tuuliry (Neuer Wind) aus Finnland. 2012 ging es an den Verein Ship to Gaza Sweden, der es für einen Hilfstransport für den Gazastreifen ausrüstete.

## Hilfstransport und Aufbringen 2012
Anfang Oktober lief die Estelle aus dem Hafen von Neapel aus. Am 16. Oktober 2012 brach sie vor der griechischen Insel Gavdos südlich von Kreta mit 20 Personen an Bord Richtung Gazastreifen auf.
Soldaten der israelischen Marine gingen am 19. Oktober 2012 an Bord der Estelle. Die maskierten Soldaten übernahmen die Kontrolle über das Boot auf einer Seeposition, die laut Ship to Gaza Sweden knapp 50 Kilometer vor der Küste des Gazastreifens liegt. Die Besatzung des Schiffs hat nach Angaben Israels keinen Widerstand geleistet. Fünf bis sechs israelische Marineschiffe hatten die Estelle eingekreist. Das Schiff sollte in den rund 100 Kilometer entfernten israelischen Hafen Aschdod verbracht werden. 
Mit der Aktion wollten die Teilnehmer dazu beitragen, die seit 2007 existierende israelische Blockade des palästinensischen Gazastreifens zu beenden. An Bord waren 17 pro-palästinensische Aktivisten aus Finnland, Schweden, Norwegen, Kanada, Spanien, Italien, Griechenland und Israel. Vier von ihnen waren zum Zeitpunkt der Reise amtierende oder ehemalige Parlamentsabgeordnete. Sie wurden in Aschdod von der israelischen Polizei erwartet und festgesetzt.
Das Schiff verblieb in Israel und  sendete von dort am 13. November 2013 letztmals ein AIS-Signal. Die Estelle wurde danach aus dem Register gelöst. Ihr Verbleib und Zustand ist unklar.

## Technische Daten und Ausstattung
Das Schiff ist mit einem Zweitakt-Dieselmotor des Herstellers Burmeister & Wain mit einer Leistung von 180 kW ausgerüstet. Unter Motor erreicht das Schiff eine Geschwindigkeit von bis zu 8 kn.
Für die Stromversorgung sind insgesamt drei Generatoren verbaut, zwei mit einer Leistung von jeweils 25 kW und einer mit einer Leistung von 6 kW.
Das Schiff verfügt über zwei Laderäume mit einem Volumen von 123 m³ bzw. 200,8 m³. Die Tragfähigkeit des Schiffes beträgt 220 t.
An Bord befinden sich neun Kabinen mit insgesamt 15 Betten.